# Abronia montecristoi
Abronia montecristoi är en ödleart som beskrevs av  Hidalgo 1983. Abronia montecristoi ingår i släktet Abronia och familjen kopparödlor. IUCN kategoriserar arten globalt som akut hotad. Inga underarter finns listade i Catalogue of Life.

## Utbredningsområde
Arten har observerat i El Salvador, Honduras och Guatemala i bergig terräng på höjder mellan 1 370 och 2 250 m ö.h..